# Кокозеро
Кокозеро — пресноводное озеро на территории Амбарнского сельского поселения Лоухского района Республики Карелии.

## Общие сведения
Площадь озера — 1,4 км², площадь водосборного бассейна — 305 км². Располагается на высоте 84,6 метров над уровнем моря.
Форма озера лопастная, продолговатая: оно вытянуто с северо-запада на юго-восток. Берега изрезанные, каменисто-песчаные, местами заболоченные.
Через озеро течёт река Верхняя Куземка, впадающая в Пильдозеро, через которое протекает река Воньга, впадающая, в свою очередь, в Белое море.
В озере расположено не менее шести безымянных островов различной площади.
Вдоль северного берега озера проходит лесная дорога.
Населённые пункты вблизи водоёма отсутствуют.
Код объекта в государственном водном реестре — 02020000711102000003474.